# Institut Seni Indonesia Denpasar
Institut Seni Indonesia Denpasar – indonezyjska państwowa uczelnia artystyczna w mieście Denpasar (prowincja Bali). Została założona w 1967 roku.